# 戈尔日
戈尔日（法語：Gorges，法語發音：[ɡɔʁʒ] ⓘ）是法国大西洋卢瓦尔省的一个市镇，位于该省东南部，属于南特区。

## 地理
戈尔日（47°6'6"N, 1°18'14"W）面积15.77 平方千米，位于法国卢瓦尔河地区大区大西洋卢瓦尔省，该省份为法国西北部沿海省份，位于布列塔尼半岛东南部，北起伊勒-维莱讷省，西北接莫尔比昂省，西临大西洋，南至旺代省，东临曼恩-卢瓦尔省。
与戈尔日接壤的市镇（或旧市镇、城区）包括：克利松、莫尼耶尔、穆济永、勒帕莱、圣伊莱尔德克利松、圣吕米纳德克利松。

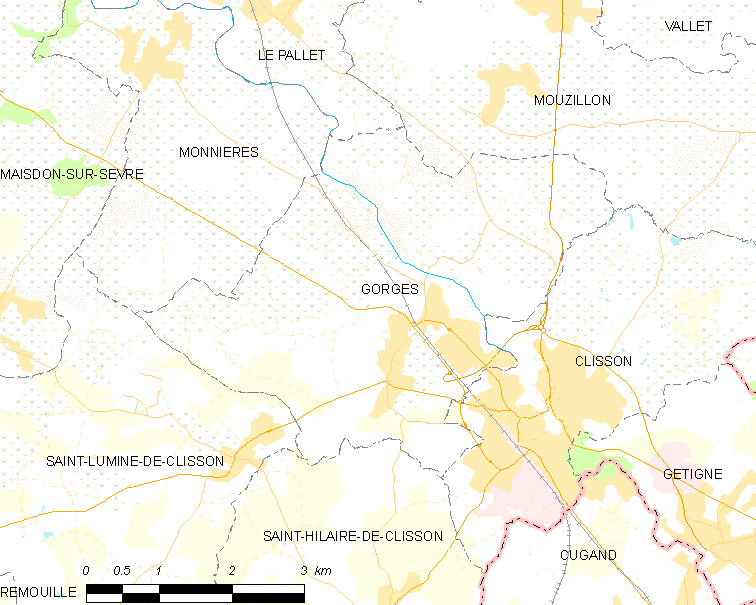
戈尔日的OSM定位图

戈尔日的时区为UTC+01:00、UTC+02:00（夏令时）。

## 行政
戈尔日的邮政编码为44190，INSEE市镇编码为44064。

## 政治
戈尔日所属的省级选区为克利松县。

## 人口

1962-2008年间戈尔日人口变化图示

戈尔日于2022年1月1日时的人口数量为5090人。